# 1980年レークプラシッドオリンピックのノルディック複合競技
1980年レークプラシッドオリンピックのノルディック複合競技（1980ねんレークプラシッドオリンピックのノルディックふくごうきょうぎ）は2月18日と2月19日に行われた。

## 競技の結果

### 個人P70/15km
- 東ドイツのウルリヒ・ベーリンクが前人未踏のオリンピック3連覇を達成した。
- 前半ジャンプ1980年2月18日
- 後半クロスカントリー1980年2月18日

| 順位 | 国・地域     | 氏名                     | 記録                      |
| ---- | ------------ | ------------------------ | ------------------------- |
| 金   | 東ドイツ     | ウルリヒ・ベーリンク     | 432.200（JP1位、CC9位）   |
| 銀   | フィンランド | ユーコ・カルヤライネン   | 429.500（JP7位、CC1位）   |
| 銅   | 東ドイツ     | コンラート・ビンクラー   | 425.320（JP5位、CC8位）   |
| 4    | ノルウェー   | トム・サントベルク       | 418.415（JP9位、CC5位）   |
| 5    | 東ドイツ     | ウヴェ・ドーツァウアー   | 418.415（JP4位、CC13位）  |
| 6    | スイス       | カール・ルステンベルガー | 412.210（JP6位、CC14位）  |
| 7    | ソビエト連邦 | アレクサンドル・マヨロフ | 409.135（JP13位、CC6位）  |
| 8    | 東ドイツ     | ギュンター・シュミダー   | 404.075（JP11位、CC11位） |
| 9    | 西ドイツ     | フーベルト・シュワルツ   | 402.145（JP3位、CC23位）  |
| 10   | ポーランド   | ヤン・レジルスキ         | 400.930（JP19位、CC2位）  |